# 山野徹
山野 徹（やまの とおる、1967年7月 - ）は、日本の防衛官僚。

## 人物
大阪府出身。大阪教育大学附属高等学校池田校舎を経て、早稲田大学政治経済学部卒業。

## 略歴
1991年　防衛庁入庁　装備局管理課
2009年　地方協力局地方協力企画課地方企画室長
2011年　防衛政策局防衛計画課防衛力整備計画官
2012年　大臣官房企画官
2014年　大臣官房訟務管理官
2015年　人事教育局給与課長
2016年　大臣官房企画評価課長
2017年　統合幕僚監部参事官
2018年　地方協力局地方協力企画課長
2019年　大臣官房審議官
2021年　南関東防衛局長
2023年　地方協力局次長
2024年　内閣府政策統括官（重要土地担当）